# برج گرگان
برج گرگان برجی است تجاری و اداری در میدان بسیج شهر گرگان، از این برج به عنوان نماد مدرن شهر گرگان یاد می‌شود. ارتفاع این برج به عنوان یادمان پیروزی انقلاب ایران در سال ۱۳۵۷، ۵۷ متر است که در چهار طبقه روی زمین و یک طبقه زیر زمین ساخته شده.
جهت اطلاع مراجعه کنندگان و مسافرین باید خاطر نشان کرد که این برج در حال حاضر تعطیل می باشد.
این سازه عظیم به عنوان نماد مدرن شهر گرگان در کنار دیگر نمادهای فرهنگی و تاریخی گرگان و در میدان بسیج، بزرگترین میدان شهری شمال کشور به شمار می‌آید و شهر گرگان که شهر تاریخ و طبیعت می باشد به همراه نمادها و جاذبه‌های متعدد تاریخی و طبیعی، یک نماد مدرن را نیز در بر گرفته است.

## تاریخچه
ایده‌های اولیه ساخت این برج در دهه ۷۰ خورشیدی در شهرداری گرگان مطرح شد و دو فراخوان در سال‌های ۱۳۷۳ و ۱۳۸۱ منتشر شد و طرح نهایی در اواخر دهه ۸۰ خورشیدی در دوره سوم شورای شهر گرگان تایید و در سال ۱۳۸۶ عملیات اجرایی آغاز شد. این پروژه در سال ۱۳۹۱ افتتاح شد\ و در سال ۱۳۹۲ به بهره‌برداری رسمی رسید. هزینه ساخت برج گرگان ۷۰ میلیارد ریال اعلام شده است.

## کاربری و امکانات
برج گرگان دارای ۱۵۰۰ متر مربع فضای اداری و تجاری است، یک طبقه رستوران به مساحت ۳۰۰ متر، پارکینگ با ظرفیت ۲۰۰ خودرو و صاعقه‌گیر و آنتن ارتباطی با ارتفاع ۱۵ متر از امکانات این برج است.
در اطراف برج گرگان امکاناتی همچون پیاده روی اطراف برج، راه پله دسترسی به محوطه هم کف، کافی شاپ، بخش اداری، سرویس‌های بهداشتی و وضوخانه، فضاهای تجاری، آسانسور، راه پله فرار، نمازخانه و همچنین فضای سبز و آب نماهای زیبای پیرامون برج و نیز امکان دسترسی به اینترنت بی سیم از سوی شهرداری گرگان فراهم آمده است.\

## نگارخانه

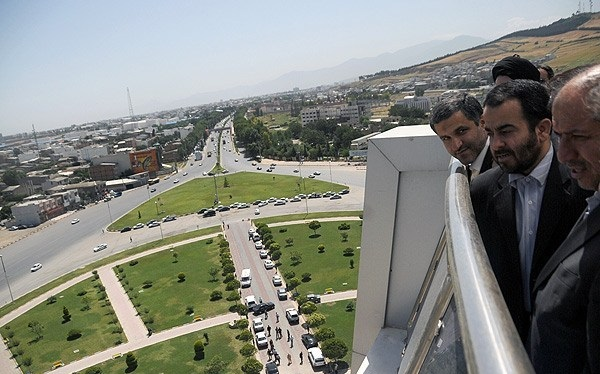